# .gh
.gh es el dominio de nivel superior geográfico (ccTLD) para Ghana.

## Dominios de segundo nivel
- com.gh para compañías
- edu.gh para instituciones educativas
- gov.gh para entidades gubernamentales
- org.gh para organizaciones
- mil.gh para instituciones militares